# Parti démocratique slovène
Pour les articles homonymes, voir SDS.
Pour les autres articles nationaux ou selon les autres juridictions, voir Parti démocratique.

Drapeau du Parti démocratique slovène.

Le Parti démocratique slovène (en slovène : Slovenska demokratska stranka, SDS) est un parti politique slovène de droite, fondé en 1992 et dénommé ainsi depuis 2003.

## Histoire

### Fondation
Le Parti social-démocrate de Slovénie (Socialdemokratska stranka Slovenije, en slovène, SDSS) est fondé en 1992, sur les restes de l'Union sociale-démocrate de Slovénie (SDZS), fondée en 1989 comme parti d'opposition au régime communiste de l'époque. Il est alors présidé par Jože Pučnik.
Lors des élections législatives qui se tiennent au mois de décembre suivant, le SDSS se contente de 3,3 % des voix et quatre députés sur 90. Il entre cependant dans le gouvernement de coalition du libéral-démocrate Janez Drnovšek, Janez Janša étant ministre de la Défense. Celui-ci prend, en mai 1993, la présidence du parti, mais est exclu du gouvernement en mars 1994. Le SDSS se retire en conséquence de la coalition au pouvoir.

### Le tournant de Janez Janša
Sous la direction de son nouveau président, le parti prend un tournant plus conservateur avec des éléments de rhétorique parfois nationalistes et populistes. Cette stratégie s'avère payante puisqu'aux élections législatives de décembre 1996, la formation remporte 16,1 % des suffrages et 16 parlementaires, se classant ainsi au troisième rang des forces politiques.
Bénéficiant du soutien de Viktor Orbán, Janez Janša suit la même voie que plusieurs formations conservatrices d'Europe centrale et orientale consistant à s'approprier et, au pouvoir, à mettre en œuvre des promesses électorales issues de l’extrême droite afin d’élargir son assise électorale. En Slovénie, cette politique a entrainé un fort déclin des formations d’extrême droite, dont une partie des idées sont désormais défendues par le SDS.
À la fin de la législature, en juin 2000, un changement d'alliance à l'Assemblée nationale permet au Parti populaire slovène (SLS+SKD) de prendre la direction du gouvernement, avec l'appui du SDSS. Celui-ci obtient quatre ministères, dont la Défense pour Janša, et les Affaires économiques.
Alors que les législatives qui se tiennent en octobre suivant voient la victoire de la Démocratie libérale slovène (LDS), le SDSS, qui recule à 15,8 % des voix et 14 députés, dépasse le SLS et devient le premier parti de l'opposition.
À l'élection présidentielle de 2002 (en), le SDSS appuie Barbara Brezigar (en), indépendante, largement défaite par le président du gouvernement Drnovšek lors du second tour. L'année suivante, il prend son nom actuel.

### La victoire de 2004
Avec 17,7 % des voix et deux sièges sur 7, les démocrates se placent troisième à l'occasion des premières élections européennes slovènes, le 13 juin 2004.
Les élections législatives du 3 octobre suivant, les premières auxquelles Janez Drnovšek ne participe pas, aboutissent à une victoire du SDS sur la LDS, avec 29,1 % des suffrages et 29 parlementaires, six de plus que le parti alors au pouvoir. Janez Janša forme ensuite une coalition avec la Nouvelle Slovénie (NSi), le SLS et le Parti démocrate des retraités slovènes (DeSUS), et se fait investir président du gouvernement.
À l'occasion de l'élection présidentielle qui se tient fin 2007, le parti soutient le député européen de la NSi et premier chef du gouvernement slovène démocratiquement élu, Alojz Peterle. Favori du scrutin, il est pourtant écrasé au second tour par l'indépendant Danilo Türk, candidat du centre-gauche.

### Un aller-retour entre pouvoir et opposition
Environ un an plus tard, aux élections législatives du 21 septembre 2008, le SDS remporte 29,3 % des voix et 28 parlementaires, soit un de moins que les Sociaux-démocrates (SD) de Borut Pahor. Le centre gauche, qui dispose de 42 sièges, s'associe avec le DeSUS et renvoie ainsi Janša dans l'opposition.
Les élections européennes de juin 2009 confirment la bonne tenue du parti, qui conserve ses deux sièges avec 26,7 % des voix.
Par la suite, le délitement de la coalition dirigée par Pahor conduit à des élections législatives anticipées le 4 décembre 2011. Bien que le SDS arrive finalement deuxième, juste derrière le parti Slovénie positive (PS), avec 26,2 % des voix et 26 élus, il constitue une coalition de cinq partis, avec la Liste civique (DL), le DeSUS, le SLS et NSi, Janez Janša remportant l'investiture des députés le 10 février 2012. À la fin de l'année, le parti présente un de ses députés européens, Milan Zver, à l'élection présidentielle, mais il ne franchit pas la barre du premier tour.
Au bout d'un an, la DL, le DeSUS puis le SLS quittent le gouvernement, du fait des accusations de corruption visant le président du gouvernement. Le 27 février 2013, l'Assemblée nationale vote à son encontre une motion de défiance et le remplace par Alenka Bratušek, présidente de PS, qui constitue son gouvernement le 20 mars suivant. Janša renonce alors à reprendre son siège de député et annonce sa mise en retrait de la politique.
Le parti a reçu 20,69 % des suffrages exprimés lors des élections législatives du 13 juillet 2014, et a remporté 21 sièges à l'Assemblée nationale. Après les deux ans de prison ferme de condamnation de son leader, le SDS accentue son positionnement à droite, en semblant définitivement s'éloigner de son positionnement centriste initial. Son discours radical lui permet de dépasser 25 % des voix lors des élections de juin 2018 et de devenir le principal parti slovène.

## Résultats électoraux

### Élections législatives
| Année | Voix    | %     | #      | Députés | Gouvernement                                    |
| ----- | ------- | ----- | ------ | ------- | ----------------------------------------------- |
| 1990  | 79 951  | 7,39  | 7e     | 6 / 80  | Peterle (1990-92), Drnovšek I (1992)            |
| 1992  | 39 675  | 3,34  | 8e     | 4 / 90  | Drnovšek II (1993-1994), opposition (1994-1996) |
| 1996  | 172 470 | 16,13 | 3e ()  | 16 / 90 | Opposition (1997-2000), Bajuk (2000)            |
| 2000  | 170 228 | 15,81 | 2e ()  | 14 / 90 | Opposition                                      |
| 2004  | 281 710 | 29,08 | 1er () | 29 / 90 | Janša I                                         |
| 2008  | 307 735 | 29,26 | 2e ()  | 28 / 90 | Opposition                                      |
| 2011  | 288 719 | 26,18 | 2e ()  | 26 / 90 | Janša II (2012-2013)                            |
| 2014  | 181 052 | 20,71 | 2e ()  | 21 / 90 | Opposition                                      |
| 2018  | 222 042 | 24,92 | 1er () | 25 / 90 | Opposition (2018-2020), Janša III (2020-2022)   |
| 2022  | 276 177 | 23,52 | 2e ()  | 27 / 90 | Opposition                                      |

### Élections européennes
| Année | %    | #      | Députés | Groupe |
| ----- | ---- | ------ | ------- | ------ |
| 2004  | 17,7 | 3e     | 2 / 7   | PPE    |
| 2009  | 26,7 | 1er () | 2 / 7   | PPE    |
| 2014  | 24,8 | 1er () | 3 / 8   | PPE    |
| 2019  | 26,4 | 1er () | 2 / 8   | PPE    |